# 赫雷什基 (赫梅利尼茨基州)
49°11′9″N 27°45′6″E / 49.18583°N 27.75167°E
赫雷什基（烏克蘭語：Гришки）是位於烏克蘭西部赫梅利尼茨基州赫梅利尼茨基區沃夫科溫齊市鎮的村莊。該村始建於1494年，面積2.93平方公里，海拔高度312米，2001年人口361，人口密度每平方公里123.3人。